# Autopista Centro Occidental Cimarrón-Andresote
La Autopista Cimarrón Andresote, conocida coloquialmente como Autopista Centro Occidental, es una importante arteria vial de Venezuela. La autopista une a las ciudades de Barquisimeto, San Felipe y Morón; así como otras ciudades menores.

## Historia
Su construcción comenzó durante los años 70 y 80 del siglo XX fue interrumpida y paralizada en diversas ocasiones. Hasta el año 2006 cuando se construyó el Distribuidor Veragacha, esta autopista terminaba en el sector El Cardenalito, donde comienza la Avenida Venezuela de Barquisimeto. Este tramo aún continúa operativo aun cuando solo queda como prolongación de la autopista. Del mismo se desprendía un ramal en el Distribuidor Guardagallo que daba acceso hacia la Avenida Intercomunal Barquisimeto-Cabudare, a través de la Redoma de Santa Rosa. También contaba un acceso hacia el caserío Veragacha.
Desde 2009 lleva el nombre de Cimarrón Andresote en referencia al rebelde venezolano Andrés López del Rosario. Anteriormente se llamaba Autopista Rafael Caldera, en honor del expresidente venezolano Rafael Caldera, uno de los principales impulsores de la construcción de la autopista.
Para 2013 se encontraba aún en construcción el tramo final de esta autopista para conectarla con el par vial Morón-Tucacas. Por lo que la autopista solo llegaba hasta las cercanías de la población de Morón. Hasta el 2 de diciembre de 2013 solo llegaba hasta el sector La Raya (límite entre Yaracuy y Carabobo).
Su culminación fue proyectada para 2015. El 17 de noviembre de ese año fue inaugurado el último tramo de 7 km en el estado Carabobo a la altura de Urama y Morón, municipio Juan José Mora. Por lo que se completó la conexión entre Carabobo, Falcón, Yaracuy y Lara a través de una autopista.
Está aún en estudio un proyecto para construir un ramal a fin de conectar esta autopista con la población de Boca de Aroa y de esta manera facilitar el acceso desde el Occidente del país hacia las poblaciones de Tucacas y Chichiriviche; así como al resto del Estado Falcón.

## Trayecto
La autopista tiene su inicio (kilómetro 0) en el distribuidor Veragacha y tiene salidas y accesos en:
- Barquisimeto (Circunvalación Norte)
- Yaritagua
- Chivacoa
- Guama
- San Felipe
- Marín
- El Peñón
- La Raya
- Morón

## Sucesos
El 7 de diciembre de 2018, los jugadores del equipo de béisbol Cardenales de Lara, José Castillo y Luis Valbuena, fallecieron en esta carretera luego de que una roca de gran tamaño obstaculizara para después el automóvil donde se trasladaban los peloteros que era propiedad de Carlos Rivero, quien salió con lesiones menores, chocara y quedara totalmente devastado. Lamentablemente Castillo y Valbunena fallecieron a excepción de Rivero, el cual era el chófer.
Hay personas que preguntan que por qué los jugadores iban en un carro particular y no junto al equipo, pues, Gustavo Andrade, gerente de los Cardenales de Lara afirmó que la razón de por qué los jugadores fallecieron en dicho transporte, era porque estaban realizando diligencias personales.